# Чепельская волость (Изюмский уезд)
Чепельская во́лость — историческая административно-территориальная единица Изюмского уезда Харьковской губернии с волостным правлением в селе Чепель.
По состоянию на 1885 год состояла из 10 поселений, 19 сельских общин. Население — 2607 человек (1373 человек мужского пола и 1234 — женского), 432 дворовых хозяйства.
|                       | Площадь | В т.ч. пахотной |
| --------------------- | ------- | --------------- |
| Сельских общин        | 1661    | 1088            |
| Частной собственности | 13549   | 8443            |
| Другой собственности  | 73      | 69              |
| В целом               | 15283   | 9600            |

Основные поселения волости:
- Чепель - бывшее владельческое село при реке Чепель в 30 верстах от уездного города Изюма. В селе волостное правление, 175 дворов, 1058 жителей, православная церковь, школа, 2 лавки, 2 ярмарки.
- Ольховый Рог (Щуровка) - бывшее владельческое село при реке Северский Донец. В селе 114 дворов, 425 жителей, православная церковь.

Храмы волости:
- Архангело-Михайловская церковь в селе Ольховый Рог.
- Покровская церковь в селе Чепель.